# 山田清人
山田 清人（やまだ きよと、1906年6月15日 - 1979年8月2日）は、日本の教育運動指導者・教育研究家。

## 経歴
広島県生まれ。1926年東京市教員講習所を卒業し、深川区の明治小学校ほか全部で3つの小学校の教員を歴任し、「東京綴方の会」に参加。さらに、1937年5月教育科学研究会の言語教育研究部会に参加した。1939年9月からは、教育科学研究会の機関誌『敎育科學研究』の編集実務を担当。
第二次世界大戦後、1946年には、文部省教育研修所（国立教育政策研究所の前身のひとつ）の所員となり、その後の改組を経て、国立教育研究所の所員として、「全村学校づくり」の運動や、公立教育研究所の組織化に取り組んだ。また京浜女子大学教授を務めた。日本教育学会・日本社会教育学会会員。教育科学研究会顧問。
1952年の教育科学研究会再建、日本教職員組合（日教組）による1953年の教育研究集会の開始、1957年の国民教育研究所の設立などに関与した。
山田は、社会改革への関わりが信じられる場合に、青年は意欲的に行動や実践に取り組むと考え、「農村生活のたちおくれをいかに近代化するか」といった課題設定のもとに取り組まれる青年学級活動に期待を寄せていた。

## 記事・論文
- 「戦時経済と教育」 『綴方学校』 第2巻 9号 (1938)
- 「価値の転換―自然と文化の根源的意義―沖縄の地域開発をめぐって」 『国民教育』  (通巻 第23号 1975)
- 「私の戦後あれこれ」 『教育評論』 （通巻 第321号（1975年6月）－第357号（1977年12月））[注釈 3]
- 「教師の教育実践と研究―地域にねざす教師の仕事」 『国民教育』  (通巻 第28号 1976)
- 「汗と膏を流し通しの一生（留岡清男先生の死を悼んで）」 『教育』 第27巻 4号 (1977)
- 「お別れのことば（宮原誠一先生の足跡に学ぶ）」 『月刊社会教育』 第22巻 13号 (1978)

## おもな編著書
- （杉全直、鉄村大二との共著）イチ・ニ・サン : 3・5歳用、生活社、1942年
- 母親学校：母の会の問題、中川書房、1943年
- （山室民子、大田堯、寺中作雄との共著）学校と社会、文民教育協会、1948年
- 全村学校：生産教育と地域教育計画、中教出版、1950年
- 青年学級、金子書房（教育文庫）、1952年
- 新しい中国の新しい教育、牧書店、1956年
- 諸外国の道徳教育、静岡県教育委員会、1958年[注釈 4]
- 教育科学運動史―1931年から1944年まで、国土社、1968年[注釈 5]
- 全書・国民教育：公害と教育 8、明治図書出版、1970年
- （藤岡貞彦、福島達夫との共著）公害授業の実践記録、明治図書（公害と教育研究資料 1）、1972年
- 教育研究運動の証言：教研集会 "生みの親"の記録、労働旬報社（シリーズ日本の教師 5）、1982年